# Новое (Даниловский район)
Новое — село в Даниловском районе Ярославской области. Входит в состав Середского сельского поселения, относится к Трофимовскому сельскому округу.

## География
Расположено в 30 км на юго-запад от центра поселения села Середа и в 43 км на юг от райцентра города Данилова.

## История
Церковь Преображения была построена в 1763 году на средства прихожан при главном участии князя Голицина, церковь имела два предела: Преображения Господня и Казанской Божьей Матери. 
В конце XIX — начале XX века село входило в состав Сандыревской волости Романово-Борисоглебского уезда Ярославской губернии.
С 1929 года село входило в состав Голодяевского сельсовета Даниловского района, в 1946 — 1957 годах — в составе Толбухинского района, с 1954 года — в составе Толбухинского сельсовета, с 1957 года — в составе Трофимовского сельсовета Середского района, с 1959 года — в составе Даниловского района, с 2005 года — в составе Середского сельского поселения.

## Население
| 1859 | 1914 | 2002 | 2007 | 2010 |
| ---- | ---- | ---- | ---- | ---- |
| 210  | ↗213 | ↘2   | →2   | ↗3   |

## Достопримечательности
В селе расположена недействующая Церковь Спаса Преображения (1763).